# Gertrude Bondhill
Gertrude Bondhill (de son vrai nom Gertrude Schafer[réf. nécessaire]) est une actrice américaine née le 7 décembre 1879 à Cincinnati (Ohio) et morte le 15 septembre 1960 à Chicago (Illinois).

## Filmographie
- 1911 : The Visiting Nurse de Joseph A. Golden
- 1911 : The New Editor de Joseph A. Golden
- 1911 : Two Lives de Joseph A. Golden
- 1911 : The Warrant de Joseph A. Golden
- 1915 : Love's Probation
- 1915 : Love's Old Sweet Song
- 1915 : Hilary of the Hills
- 1916 : The Sins That Ye Sin de Otis Thayer
- 1916 : The Awakening of Bess Morton de Otis Thayer
- 1916 : The Unborn de Otis B. Fair
- 1919 : Miss Arizona de Otis Thayer